# مقاطعة سيندهولي
مقاطعة سيندهولي هي مدينة من مدن نيبال. يبلغ عدد سكانها 296,192 نسمة وذلك حسب إحصائيات سنة 2011. تبلغ مساحتها 2491 كم².